# Ligue des nations de l'UEFA 2026-2027
pop